# Chowder

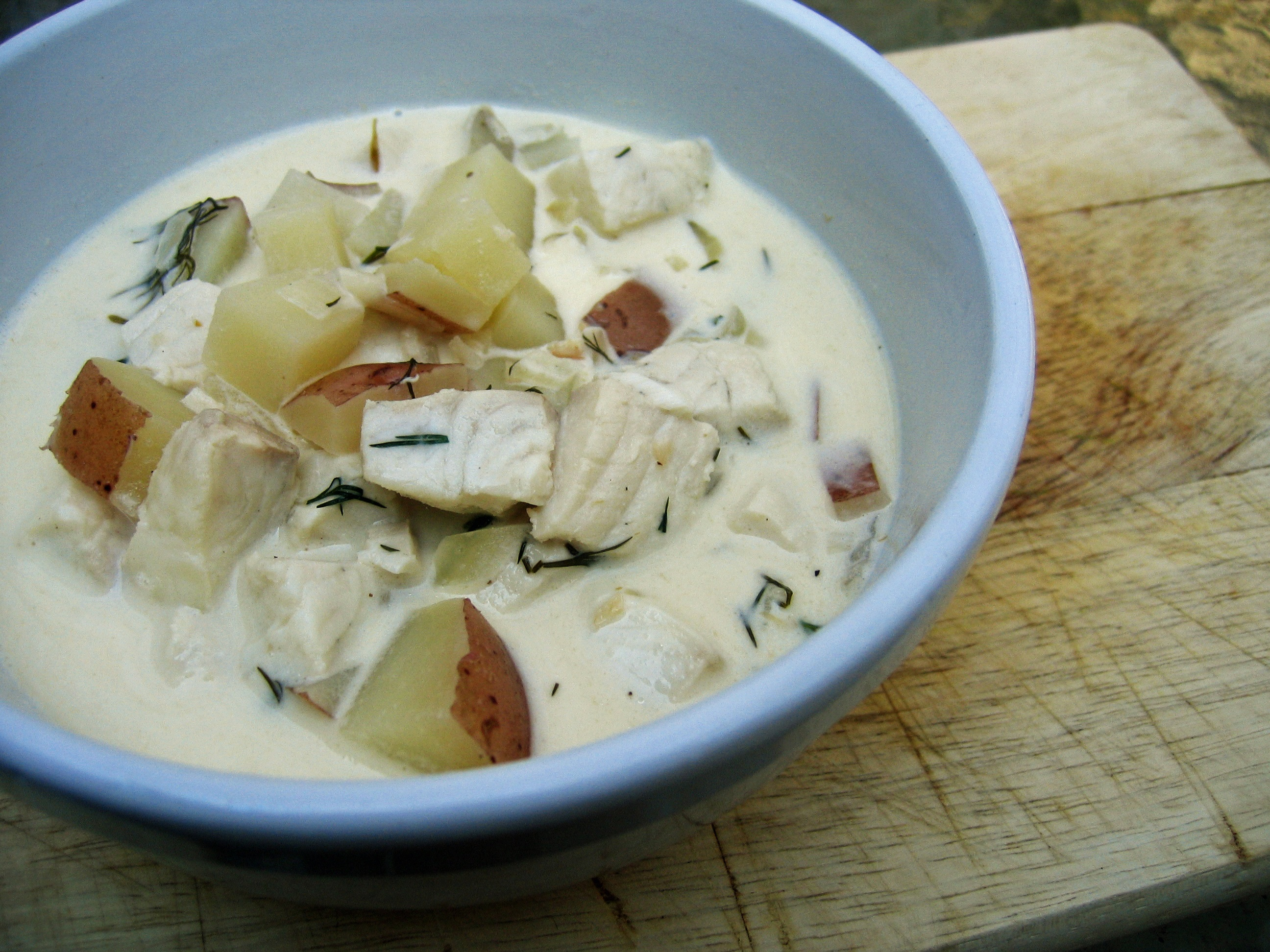
Chowder, wersja z ziemniakami i rybą

Chowder – zupa rybna lub z owocami morza. Potrawa kuchni anglosaskiej,  popularna na wschodnim wybrzeżu USA, Australii, Irlandii i Nowej Zelandii. Pierwotnie zupa gotowana była na żaglowcach. 
Przygotowywana jest na bazie wywaru z łbów rybich oraz ości i boczku. Wywar zabielany jest zasmażką lub mlekiem, ewentualnie śmietaną. Do wywaru dodaje się kawałki ryb lub owoców morza, które gotuje się ok. 15 min. Podany przepis jest jednym z wielu, gdyż istnieje wiele regionalnych odmian tej potrawy.